# Messier 90

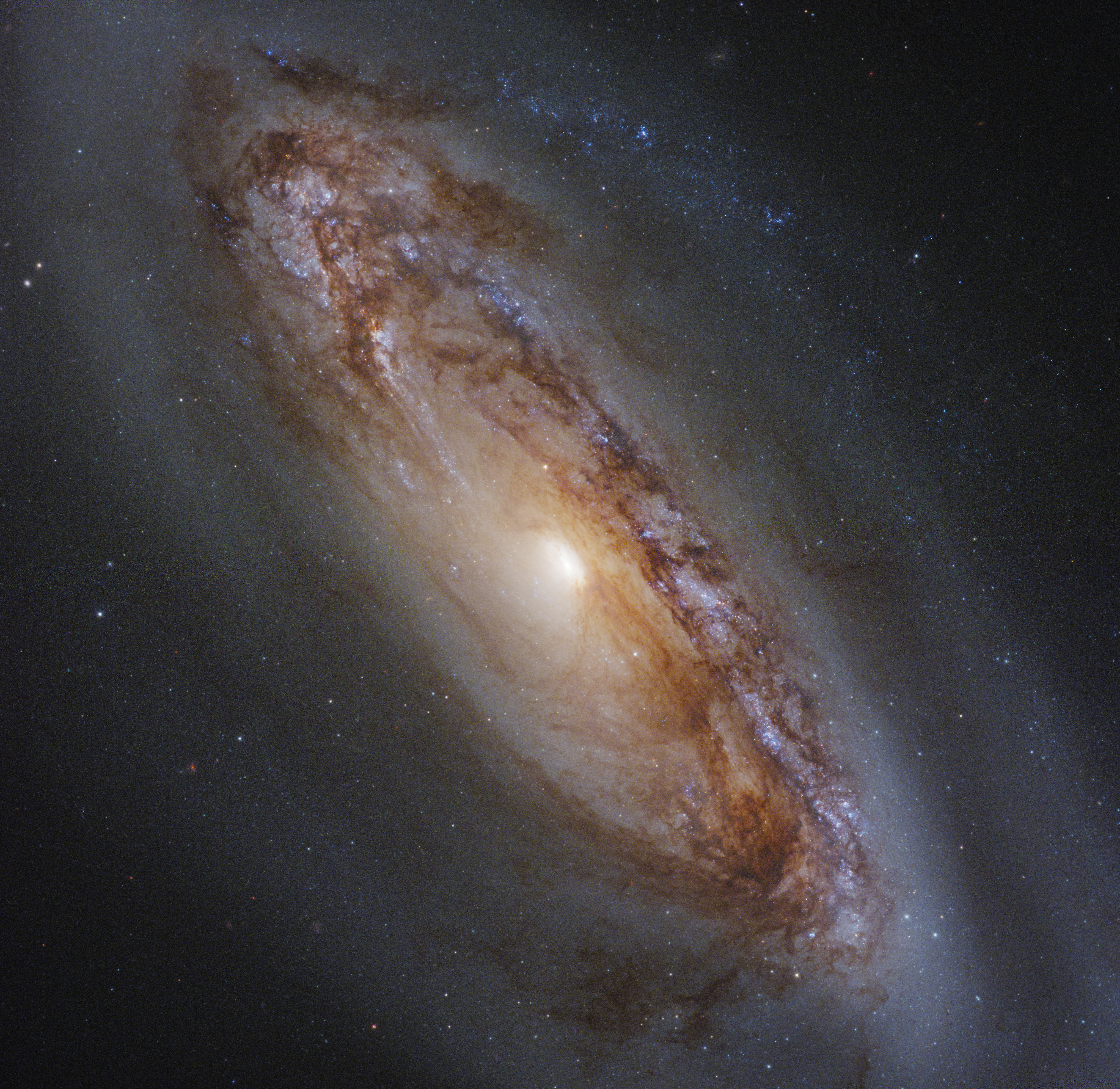
Thiên hà M90 qua kính thiên văn vũ trụ Hubble

Messier 90 (còn được gọi bằng những tên khác là M90, NGC 4569, UGC 7786, PGC 42089, Arp 76) là một thiên hà xoắn ốc trung gian nằm trong chòm sao Xử Nữ cách chúng ta khoảng 60 triệu năm ánh sáng. Nó được Charles Messier phát hiện vào năm 1781. Nó nằm trong nhóm thiên hà Xử Nữ (tên tiếng Anh: Virgo Cluster) và là một trong những thiên hà xoắn ốc sáng và lớn nhất. Thiên hà M90 cách thiên hà Mesier 87 1°.5 tính từ một phân nhóm bao quanh nó. Do tương tác với khối plasma cực nóng ở trong nhóm thiên hà Xử Nữ, M90 mất rất nhiều bụi, khí gas và nhiều dạng vật chất khác.
Tâm của thiên hà này là một địa điểm tạo thành nhiều sao mới. Lượng sao này được xác định là khoảng 5*104, quang phổ của chúng là O và B, niên đại ước chừng 5-6 triệu năm trước và chúng được rất nhiều sao khoảng lồ lớp A có niên đại khoảng 15-30 triệu năm sinh ra trước đó bao quanh.
Khoảng cách đến thiên hà M90 là trên dưới 58,7 triệu năm ánh sáng. Khoảng cách vẫn chưa được xác định rõ sở dĩ là do lớp khí H I ngăn cản việc xác định khoảng cách bằng phương pháp Tully Fisher.

## Dữ liệu hiện tại
Theo như quan sát, đây là thiên hà thuộc chòm sao Xử Nữ. Và dưới đây là một số dữ liệu khác:
Xích kinh 12h 36m 49.8s
Độ nghiêng +13° 09′ 46″
Kích thước hiển thị (V) 9.5 × 4.4 moa
Độ lớn biểu kiến (V) 10.26
Loại thiên hà SAB(rs)ab
Vận tốc xuyên tâm (Tốc độ xuyên tâm) −235 ± 4 km/s
Redshift -0.000784 ± 0.000013[2]
Vận tốc Galactocentric −282 ± 4[2] km/s
Khoảng cách 58.7 ± 2.8 Mly (18.00 ± 0.86 Mpc)